# Pataki pisztráng
A pataki pisztráng vagy pataki szaibling (Salvelinus fontinalis) a csontos halak (Osteichthyes) főosztályának a sugarasúszójú halak (Actinopterygii) osztályához, ezen belül a lazacalakúak (Salmoniformes) rendjéhez és a lazacfélék (Salmonidae) családjához tartozó faj.

## Előfordulása
A pataki pisztráng Észak-Amerika keleti felén, a hideg, oxigénben gazdag tavak és folyók lakója. 1884 óta telepítik Európában, különösen azokba a patakokba, ahová a sebes pisztráng már nem úszik fel. Magyarországi állományai nagyon megritkultak.

## Megjelenése
Alakja: A hal teste orsó alakú, erősen megnyúlt, karcsú faroknyéllel. Pikkelyei igen kicsinyek, 160-225 az oldalvonal mentén. Az ekecsont fogazottsága: a lemezen 8 fog, a nyél (a fiataloknál is) fogak nélküli. Szájnyílása nagyon széles (a szemek mögé ér). Kevesebb, mint 75 vakzsák van a gyomorkijáratánál. A farokúszó hátulsó szegélye kissé mindig kimetszett.
Színezete: Az állat háta a barnától a sötét olajzöldig változik, hasonlóképpen a hátúszó, amelyen világos márványozás van; oldalain sárga vagy piros, többnyire világos udvarral körülvett pontok ragyognak, hasoldalának színe a sárgástól a vörhenyesig változik. A páros úszók és a farok alatti úszó elülső szegélyei fehér-feketével beszegettek.
Mérete: A 3-5 nyaras példányok 30-40 centiméter hosszúak (0.5-1 kilogramm); 45 centiméternél ritkán hosszabbak.

## Életmódja
A pataki pisztráng területhű faj. Tápláléka apró gerinctelenek, később kishalak.

## Szaporodása
Október és március között ívik, ikráit sebes sodrásban kapart sekély kavicsgödörbe rakja le. Az ikrák száma testkilogrammonként akár 2000 lehet.

## Védettsége
Magyarországon méretkorlátozás alá eső faj.